# Coelotes towaensis
Coelotes towaensis là một loài nhện trong họ Amaurobiidae.
Loài này thuộc chi Coelotes. Coelotes towaensis được miêu tả năm 2009 bởi Nishikawa.